# Tim Vantol

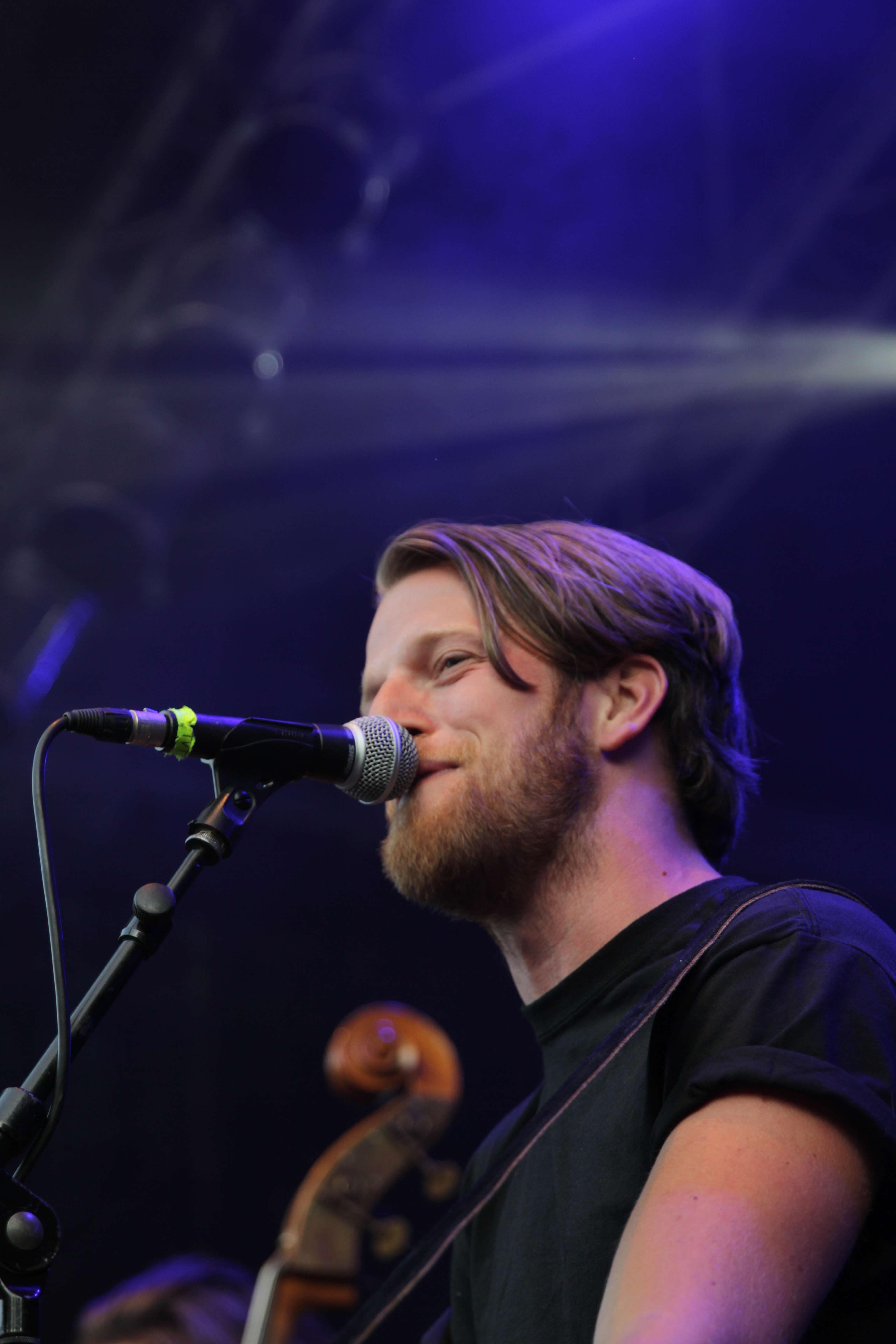
Tim Vantol auf dem Rock Camp Festival

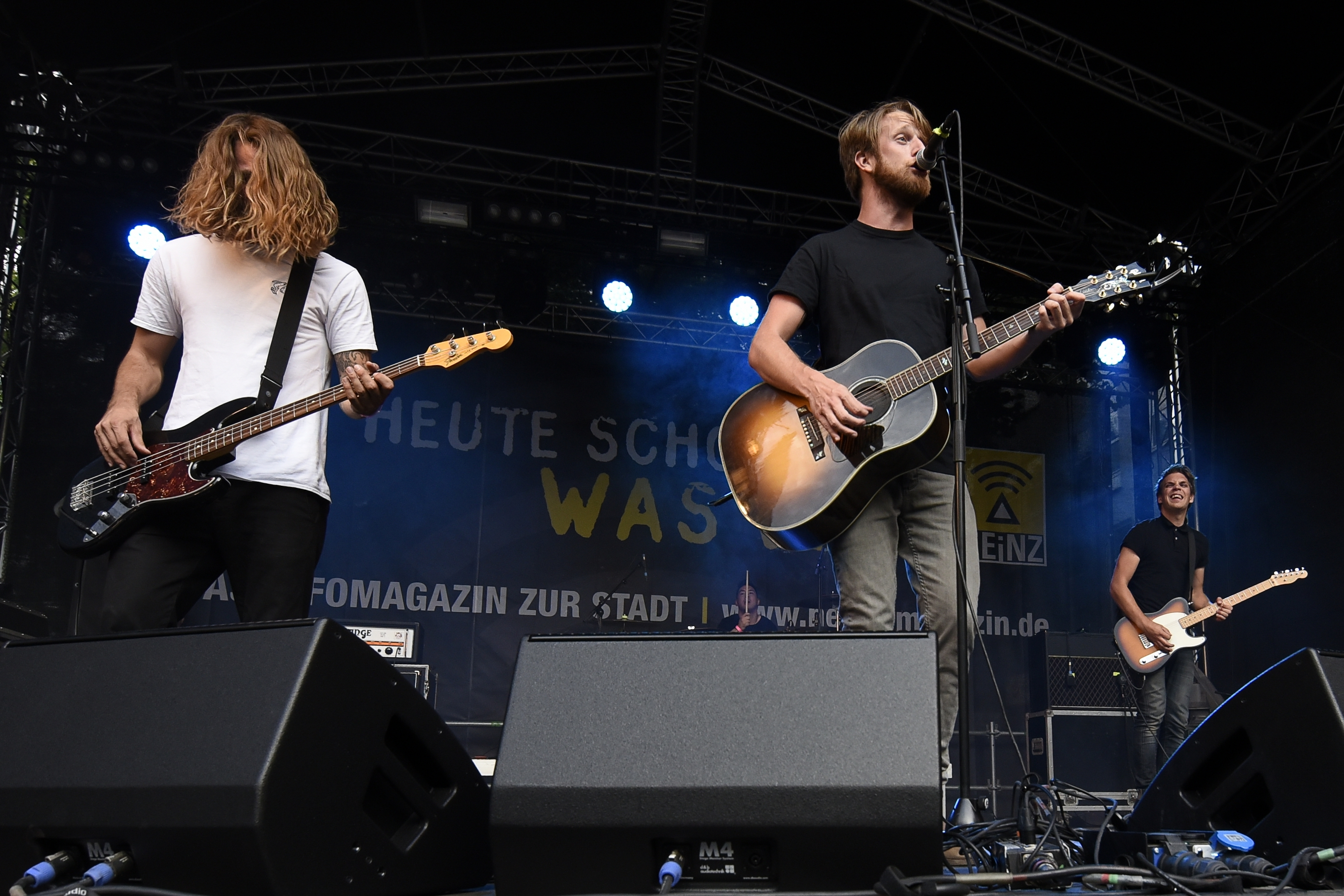
Tim Vantol bei Bochum Total 2016

Tim Vantol (* 8. März 1985) ist ein niederländischer Akustik-Musiker aus Amsterdam. Seine Musik enthält Einflüsse aus Punk-Rock, Folk-Rock und Singer-Songwriter.

## Karriere
Im Alter von 15 oder 16 Jahren begann Vantol auf der Gitarre zu spielen, die er von seiner Mutter bekam, da sie nicht spielen konnte. Gemeinsam mit einem Freund, der in derselben Straße wohnte und dessen Bruder Gitarrist war, brachte er sich das Spielen bei.
Vantol war 2011 kurzzeitig Mitglied der niederländischen Punk-Rock-Band Antillectual. 2009 erschien sein erstes Solo-Album mit dem Namen Road Sweet Road bei den Labeln The Greatest Records aus Schweden und Road Sweet Road Records in der Schweiz, später releaste er es auf seinem eigenen Label Eminorseven. Im Jahr 2011 tourte er Solo für einige Wochen durch Russland. Im Jahr 2013 spielte er mehr als 150 Konzerte in ganz Europa. 2014 wurde If We Go Down, We Will Go Together bei Uncle M Records veröffentlicht.
Tim Vantols Vorbild ist Chuck Ragan, mit dem er von Anfang bis Mitte 2014, sowie Anfang 2015 als Vorgruppe auf Tour war.

## Kritik
„Tim Vantol schafft es auf seinem Album seine Lieder sehr überzeugend auf das Album zu bannen und das mit minimalsten Mitteln.“

„‚Road Sweet Road‘ von Tim Vantol aus den Niederlanden klingt wie die Storyteller-Singer/Songwriter-Mischung aus Frank Turner, Chuck Ragan und Tom Gabel [Laura Jane Grace] (Against Me).“

„Um es im Geiste dieses Albums zu sagen: ‚Gott sei dank hat er es versucht: Es hat sich gelohnt!‘“

## Diskografie

### Alben
- 2009: Road Sweet Road (EminorSeven)
- 2013: If We Go Down, We Will Go Together (Uncle M Music)
- 2017: Burning Desires (EminorSeven)
- 2019: Live (EminorSeven)
- 2020: Better Days (EminorSeven)